# Tougué (Präfektur)

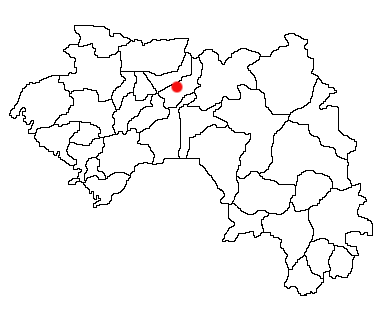
Lage von Stadt und Präfektur Tougué in Guinea

Tougué ist eine Präfektur in der Region Labé in Guinea. 2016 zählte sie 132.917 Einwohner. Wie alle guineischen Präfekturen ist sie nach ihrer Hauptstadt, Tougué, benannt.

## Geographie
Die Präfektur liegt im Norden des Landes im Bergland von Fouta Djallon. Sie grenzt an Mali und umfasst eine Fläche von 6.200 km².